# Seniorsergent
En seniorsergent er en M231-stilling i Forsvaret og vil typisk have været oversergent i 8 år før. Uddannelsen er benævnt Videreuddannelsestrin II/Mellemleder (VUT-II/ML). Uddannelsen tager 13-20 uger afhængigt af det specifikke værn.
Uddannelsen gør seniorsergenten i stand til at fungere som sagsbehandler, kunne fungere indenfor forvaltning, samt planlægge og gennemføre komplette uddannelsesforløb for kursister.
I Hæren er en seniorsergent er som regel kommandobefalingsmand på kompagniniveau eller administrationsbefalingsmand på bataljons- og brigadeniveau. En seniorsergent kan også være skydeinstruktør på enhedsniveau eller være faglærer på Hærens skoler.
I Søværnet er en seniorsergent typisk daglig leder af en division på en større enhed eller faglærer på Søværnets Skoler.
I Flyvevåbnet kan en seniorsergent eksempelvis være 1. tekniker i en redningshelikopter eller loadmaster på et Herculesfly. 
En seniorsergent har dog på tværs af værnene typisk en rolle som sagsbehandler eller leder.
I Hjemmeværnet kan en seniorsergent være instruktør eller uddannelsesbefalingsmand på distriktsniveau. Seniorsergenter i Hjemmeværnet er lønnede.

## Sammenligning med udlandet
I NATO er rangkoden OR-8 tilknyttet seniorsergentgraden. Denne kode  tilkendegiver rangforholdet for militære ansatte imellem på tværs af  medlemslandene.
Svarer til Warrant Officer class II i den britiske hær og i Royal Navy (2004), Stabsfeldwebel i Bundeswehr og Stabsbootsmann i Bundesmarine.